# Кричаново
Кричаново је насељено мјесто у општини Брод, Република Српска, БиХ. Према прелиминарним подацима пописа становништва 2013. године, у насељу је живјело 108 становника.

## Становништво
Према попису становништва из 1991. године, мјесто је имало 998 становника.
| Демографија | Демографија | Демографија |
| Година      | Становника  | Становника  |
| ----------- | ----------- | ----------- |
| 1961.       | 890         |             |
| 1971.       | 886         |             |
| 1981.       | 982         |             |
| 1991.       | 998         |             |